# Palácio Ruhyýet
O  Palácio Rukhiyet ou Palácio dos Congressos e das Artes (em turcomeno:  Ruhyýet köşgi) é um palácio na cidade de Asgabade, capital do Turcomenistão. O palácio foi construído pela empresa francesa Bouygues. O palácio realiza eventos oficiais do Estado, como fóruns, reuniões e inaugurações. A capacidade das instalações internas, seu equipamento técnico e conforto também permitem realizar e cobrir eventos à nível internacional.
O palácio Rukhiyet ostenta a gigante tapeçaria  "Presidente" (área 294 m², tamanho 14 × 21 m, peso 1 t 105 g).
Em outubro de 2008, em frente ao palácio foi construída uma fonte no valor de 6,6 milhões de dólares.
O palácio é representado no verso da nota de 10.000 manates do Banco do Turcomenistão, no modelo de 2000, e na de 20 manates, modelo de 2009.

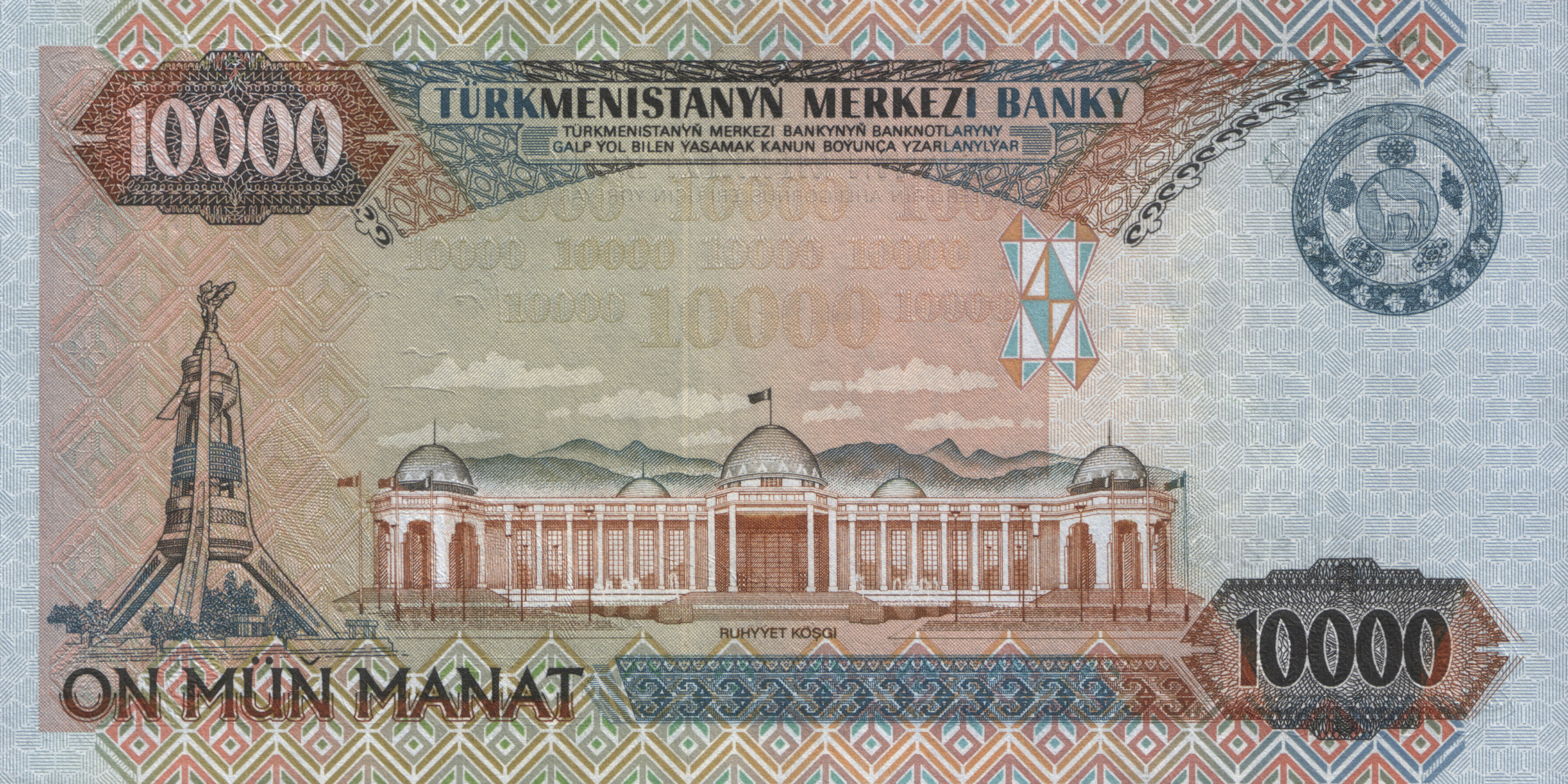
Cédula de 10.000 manates (2000)

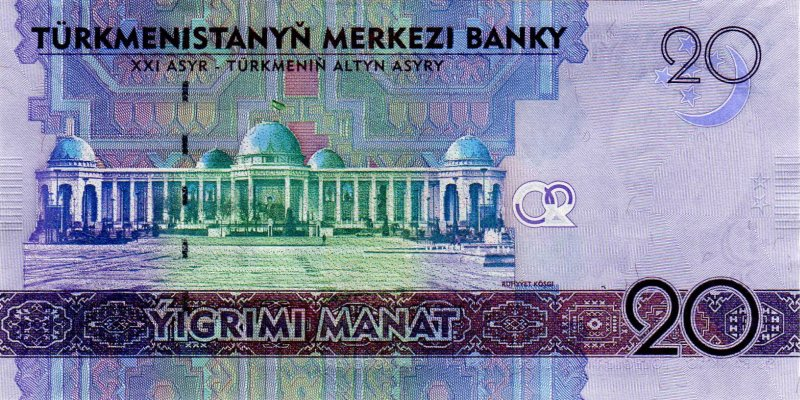
Cédula de 20 manates(2012)

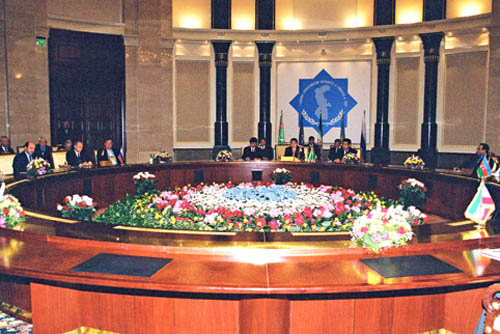
Reunião dos chefes dos Estados do Mar Cáspio, 2002